# B'z LIVE-GYM 2001 -ELEVEN-
『B'z LIVE-GYM 2001 -ELEVEN-』（ビーズ・ライブジム・ツーサウザンドワン・イレブン）は、日本の音楽ユニット・B'zの映像作品。DVDで発売。

## 概要
B'z結成25周年を記念した、未発表ライブ映像作品3か月連続リリースの3作目。2012年11月19日に公式ファンクラブ「B'z Party」のオフィシャルサイトで、3か月連続リリースが発表された。
20世紀最後の年に発表された11thアルバム『ELEVEN』のアルバムツアーであり、21世紀初となったライブツアー『B'z LIVE-GYM 2001 "ELEVEN"』より、2001年7月15日に開催された西武ドーム公演を収録。
アルバム『ELEVEN』からは「May」、「RING」、「Thinking of you」、「扉」が未演奏となった。 特にアルバムからの先行シングルであった「May」「RING」が本ツアーでは演奏されず、先行シングル曲が演奏されなかった唯一のアルバムツアーとなっている。その一方で、シングル『ultra soul』と同時発売となったライブDVDの特典映像として収録された楽曲がセットリストに加わっている。この他にも、ツアー前のSHOWCASEでは未発表曲「Logic」が演奏されていた。
なお、本公演はこれまでベスト・アルバム『B'z The Best "ULTRA Pleasure"』の特典DVDに「GOLD」、『B'z LIVE-GYM Hidden Pleasure 〜Typhoon No.20〜』に「今夜月の見える丘に」、「スイマーよ2001!!」、「恋心(KOI-GOKORO)」および冒頭の稲葉によるMCの映像が収録されていた。

## 演奏

### メンバー
- 松本孝弘：ギター、プロデュース
- 稲葉浩志：ボーカル

### サポートメンバー
- 増田隆宣：キーボード
- 黒瀬蛙一：ドラム
- 満園庄太郎：ベース

## 収録内容

### DISC 1
1. 愛のprisoner
  - オープニングSEとして I のロングバージョンが流れた後に演奏がスタート。曲名にちなみ檻のセットが登場する[3]。
2. Seventh Heaven
3. 銀の翼で翔べ
  - 「B'zのLIVE-GYMにようこそ！」[注釈 6]に続いての演奏。前アルバム『Brotherhood』からの選曲。
4. さまよえる蒼い弾丸
  - イントロが一部カットされ、前曲からほとんど曲間を開けずにスタートする。
5. さよならなんかは言わせない
  - 『B'z LIVE-GYM Pleasure'93 "JAP THE RIPPER"』以来、約8年ぶりの演奏。
  - 松本のギターソロからイントロにつながる。
6. 煌めく人
  - 演奏開始と同時に縦長のスクリーンが登場し、1番と2番のAメロ及びBメロのラップの歌詞が映し出される。
  - アウトロのギターソロが音源のものよりも数小節長く演奏されている。
7. コブシヲニギレ
  - ギターソロ終了後、演奏を一時中断。照明を全部落としたのち、灯りがついたランプを持った稲葉が登場。CD音源のセリフの部分を言った後、そのままランプを投げ、ラストサビに突入する形で演奏された。
8. Raging River
  - 増田のピアノソロからスタートし、童謡「さくらさくら」から本曲につながる。
  - スクリーンが登場し、映像が投影される。間奏の部分では、尾形光琳の作品である紅白梅図屏風が映っている。
  - CD音源からアレンジが若干変更され、コーラスやストリングスパートをギターやベースで再現するなど、オケをほとんど使用せずほぼバンドメンバーの演奏のみでアレンジされている。
  - 曲のラストには稲葉のロングシャウト。
9. HOME
  - 稲葉による「深呼吸の練習」から曲がスタート。曲中に演奏をブレイクして深呼吸をする演出がある。
10. 今夜月の見える丘に
  - ギターソロは『ELEVEN』収録の「Alternative Guitar Solo Ver.」のアレンジで演奏。
  - エンディングで火花の滝が登場。この演出は『B'z LIVE-GYM The Final Pleasure "IT'S SHOWTIME!!"』でも再現された。

### DISC 2
1. ultra soul
  - この曲に纏わるMCの後に演奏。
  - ツアー中にリリースされ、本ツアーがライブ初演奏となった。
  - 現在ライブで演奏されるアレンジとは異なり、アウトロがCD音源に忠実なアレンジとなっている。またCD音源におけるアコースティック・ギターのパートはキーボードで再現された。
2. スイマーよ2001!!
  - シングル『ultra soul』と同様に前曲からブレイクなしで演奏。女性ダンサーが登場し、ステージ左右に設置されたトレーラーの上でスイミング・ポーズでダンスを披露した[3]。
  - イントロで短めのコール&レスポンスがある他、ギターソロも少しアレンジされている。
3. TOKYO DEVIL
  - イントロで炎が上がり、トレーラーがゆっくりとせり上がる。そのためCD音源のものよりも長く演奏されている。
  - エンディングで黒瀬がチャイニーズゴングを鳴らしたのち、そのままドラムソロに入り次曲につながる。
4. SACRED FIELD 〜 #1090
  - 松本によるギターソロ。「SACRED FIELD」は当時はまだ発売されていなかった。「#1090」のスローアレンジは本ツアーが初披露となった（両曲とも翌年発表のソロアルバムに収録）。
5. JAP THE RIPPER
  - レギュラーメニューとしては『B'z LIVE-GYM '96 "Spirit LOOSE"』以来、5年ぶりの演奏となった[注釈 7]。
6. ギリギリchop
  - 冒頭に満園によるベースソロから曲がスタート。ギターソロ前半のメロディ部分はアドリブで演奏されたが、途中で拍を見失ってしまい、後半部分は1拍分早く演奏されている。
7. juice
  - 本編ラストナンバー。間奏で、現在は恒例となったコール&レスポンスが初めて行われた。
  - 曲のエンディングで、吊り下げられたトレーラーから10万本以上の缶が流し落とされるという演出が行われた[3]。
8. 恋心(KOI-GOKORO)
  - ここからアンコール。本曲がアルバムツアーで演奏されたのは『B'z LIVE-GYM '93 "RUN"』以来約8年ぶりとなる。
9. GOLD
  - アルバムタイトルに込められた意味についてのMCからスタート。
  - 当時は未発表曲として披露され、ツアー終了後にシングルリリースされた。
  - なお、アリーナ公演では「ZERO」が演奏されていた。
  - 「Raging River」同様、ストリングスやホーンが導入されているCD音源からバンドメンバーのみの演奏にアレンジされている。
10. 裸足の女神
  - 『B'z LIVE-GYM Pleasure'95 "BUZZ!!"』以来、約6年ぶりにアンコールラストナンバーとなった。
  - 本曲のギターソロではドリルを使用することが多いが、今回は使用していない。
  - ラストにステージから花火が打ち上がる。

・退場SEとして、「美しき世界」が流された。